# Botfalva
Botfalva (ukránul: Ботфалва [Botfalva]) falu Ukrajnában, Kárpátalján, az Ungvári járásban.

## Fekvése
Botfalva Ungvártól 8 km-re délnyugatra, az ukrán-szlovák határ mellett fekszik. Többségében ma is magyarok lakják. Szomszédos települések: Palló (2 km), Gálocs (1,5 km).

## Története
A településről egy 1427-ben kelt adójegyzékben tesznek először említést: ekkor a Daczó és a Drágffy családok birtoka. Később birtokokat kapnak a Possayak, Odvaryak, és Kincsyek. A Daczó família leszármazottai a 16. századtól kezdődően következetesen Bótfalvinak nevezik magukat. 1555-ben 7 portán mintegy 35 jobbágy él. 1567-ben az összeírást végzők csak 6 jobbágyportát találtak, ami arra utal, hogy az itt élőket a pestis tizedelte meg. 1599-ben 19 házból áll a helység. 
A 18. század végén Vályi András így ír róla: „BOTFA. Ó Botfa. Magyar falu Ungvár Vármegyében, földes Urai külömbféle Uraságok, lakosai katolikusok, és reformátusok, fekszik Őrnek szomszédságában, mellynek filiája, Kapostól egy jó mértföldnyire, jó termékenységeihez képest, első Osztálybéli.”
Fényes Elek 1851-ben kiadott geográfiai szótárában így ír a faluról: „Bótfalva, magyar falu, Ungh vgyében, Unghvárhoz délnyugotra 1 1/2 mfdnyire: 73 r., 60 g. kath., 204 ref., 55 zsidó lak. F. u. Rhédey, Horváth, Kossúth, Bernáth, s m.”
A trianoni béke előtt Ung vármegye Ungvári járásához tartozott. Ekkor Csehszlovákiához csatolták. 1938–44 között visszakerült Magyarországhoz. A második világháború során az itteni férfiak közül tizennégyen haltak meg a frontokon. 1944 őszén a sztálinisták 3 személyt vittek el, mindannyian odavesztek.
1945-ben Szovjetunióhoz csatolták a települést. 1991 óta Ukrajna része. 2020-ig közigazgatásilag Ungtarnóchoz tartozott.

## Népesség
- 1910 – 460 lakosából 440 magyar, 16 szlovák volt; ebből 101 római katolikus, 159 görögkatolikus, 130 református volt
- 1940 – 512 fő
- 1944 – 495 fő
- 1989 – 630 fő, magyar 440 fő
- 1991 – 680 fő, magyar 436 fő

| 2001 | 579 |

A népesség anyanyelv szerinti megoszlása a teljes népesség %-ában (2001)

## Gazdasága
Az itteniek régóta fejlett háztáji gazdasággal rendelkeznek: a megtermelt zöldség, gyümölcs egy részét Ungvár piacain értékesítik. 

## Neves személyek
- Itt született 1807-ben Déván Károly orvos, királyi egészségügyi tanácsos.
- Itt született 1881-ben Korláth Endre ügyvéd, főispán.
- Itt született 1899-ben Gencsy Béla református püspök.